# BreakQuest
BreakQuest — компьютерная игра в жанре арканоид, выпущенная компанией Nurium Games в 2004 году.
Игра отличается приближенной к реальности физической моделью поведения мяча и большим разнообразием разбиваемых препятствий.
Звуковые треки к игре написаны группой Maniacs of Noise.
В России вышла 25 января 2007 года.

## Игровой процесс
Цель игры заключается в том, чтобы разрушить все препятствия на экране с помощью мяча, который игрок отбивает «кораблём», перемещаемым по горизонтали. Некоторые препятствия разбиваются только после нескольких ударов, некоторые не разбиваются вообще. Если игрок упустит единственный мяч за нижний край экрана, то он теряется, и используется запасной мяч. Если же запасной мяч уже истрачен, то в игру вступает новый корабль, но тратится одна жизнь. Новые корабли даются игроку после набора определенного количества очков (500 000, 1 500 000, 3 000 000 и т. д.) или при прикосновении кораблем специального бонуса.

## PSP minis
Версия для PSP разработана и издана компанией Beatshapers. Отличительной особенностью этой версии являются изменение некоторых уровней под экран PSP, а также отсутствие режима sandbox.
Также, в августе 2013 вышло продолжение BreakQuest: Extra Evolution, разработанный по лицензии Nurium Games.

## Отзывы
| Сводный рейтинг | Сводный рейтинг |
| Агрегатор       | Оценка          |
| --------------- | --------------- |
| GameRankings    | 60,27 %         |